# 嵐岸

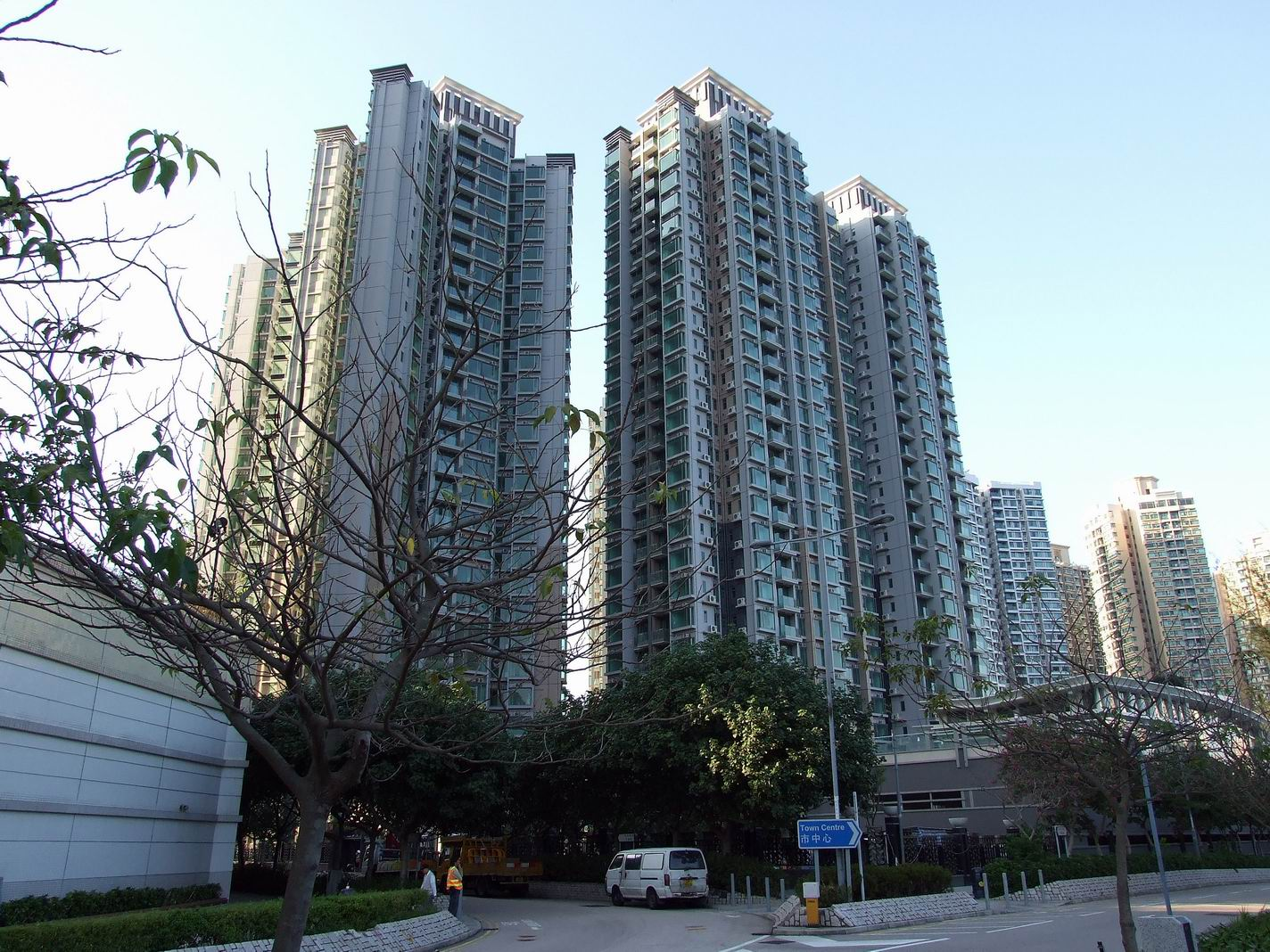
嵐岸（向恆泰路一面外牆）

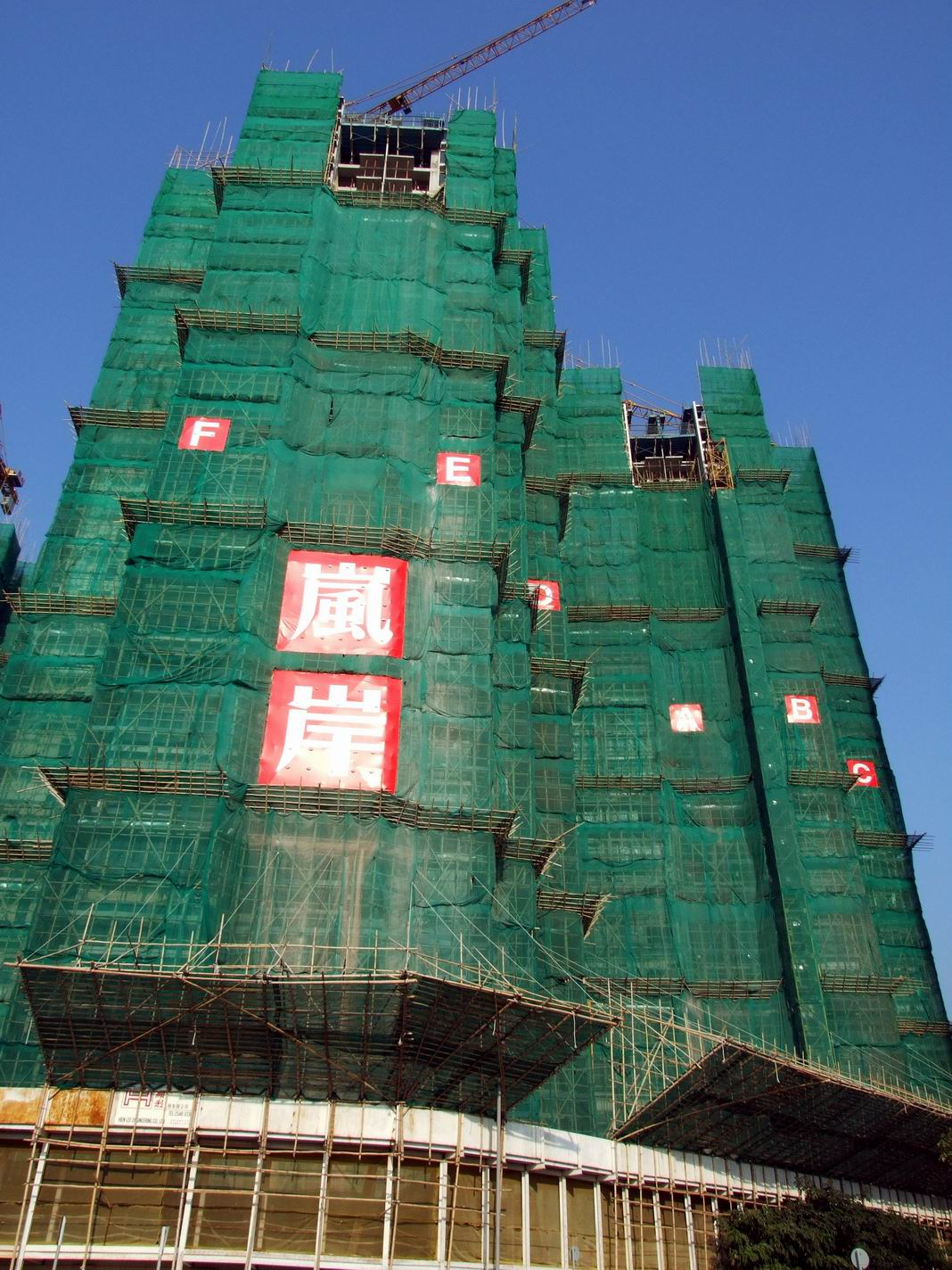
建築中的嵐岸

嵐岸（英語：Sausalito）是香港一個私人住宅項目，位於新界沙田區馬鞍山沃泰街1號，即大水坑之西北部，地段為沙田市地段487號。發展商為長江實業，於2008年入伙。所在的地皮於2004年5月25日的一次土地拍賣中由長江實業以2090百萬元投得。地盤面積為14006平方米。

## 物業資料
屋苑共有6座樓宇，樓高25至28層，提供1030伙單位，呈U字形排列，圍着內園的戶外泳池而建。物業間格多元化，分為2房、3房連套房、4房連多用途房及工人房，建築面積由約649呎至1,388呎，7成以上單位擁有270度全海景，為區內罕有。同時亦是長實較少發展的區內豪宅，比起較後期的同類型樓盤質素較高，無論是用料及間隔都顯出較高級的隔局。當年長實的新樓不設基座，因此可以建造出地下海邊大宅的特色戶。停車場私家車車位數目為135個，由於車位比例不高，車位價格節節上升而且跑贏大市，極具投資潛力。

## 會所
會所Club Sausalito佔地達14萬方呎，以園林度假式的會所為主題，提供健身室、室內泳池、大型戶外泳池、水力按摩池等。

## 著名住客
- 葛民輝

## 交通
港鐵
- █  屯馬綫：大水坑站 (步行約10分鐘)

巴士

## 外部連結
- 嵐岸官方網站
- 嵐岸討論區